# Morrosko Vila-San-Juan
Morrosko Vila-San-Juan (Barcelona, 1970) és realitzador i periodista espanyol.

## Trajectòria
Llicenciat en Filosofia i Lletres per la Universitat Autònoma de Barcelona, ha escrit, dirigit, realitzat i produït nombrosos documentals i formats tant per a televisió com per a cinema.
La seva filmografia se centra en temes culturals, socials, ciutadans i arquitectònics. L'inici de la seva carrera està molt vinculat amb Barcelona, on va començar treballant a l'equip de premsa d'un ajuntament que es preparava per als Jocs Olímpics del 92 i aviat va començar a fer documentals i programes a Barcelona Televisió. També va treballar a la redacció de la Revista Ajoblanco i va col·laborar amb diverses publicacions culturals. Paral·lelament, escriu guions cinematogràfics i treballava com a tècnic en rodatges, entre d'altres com a Ajudant de Direcció a Barcelona whit stillman, de Whit Stillman (1994).
Després d'uns anys a Madrid, on és realitzador del veterà i premiat programa cinematogràfic Versión española de TVE, torna a la Betevé, on dirigeix el programa Trailer, menció especial als Premis Ciutat de Barcelona. Funda la productora Alguienvoló, juntament amb el cineasta J.A. Salgot, on produeix ficció i documental.
El 2010, realitza el documental Barcelona era una festa (TVE i TV3), sobre l'escena underground dels anys 70, que inaugura el Festival In-Edit. El segueixen diversos treballs documentals enfocats a temes socials, urbans i de salut global. I actualment acaba d'estrenar el documental per a televisió Sang i salsa de tomàquet. Els fantasmes de Joan Perucho, codirigit amb Julià Guillamon, que inaugurarà el Festival Memorimage.
Juntament amb l'artista Bea Sarrias, els darrers anys, ha dut a terme diversos projectes artístics inspirats en arquitectura moderna, exposats a Barcelona, Madrid, Brussel·les, la Haia, Amsterdam, Oslo, Malmö i Nova York.

## Filmografia
- 1995 Escrito en la piel. Curtmetratge 35 mm, dirigit per Judith Colell. Idea original i guió. Nominat als Premis Goya al Millor Curtmetratge.
- 1996 Ya no me acuerdo. Curtmetratge 35 mm. Guió i direcció. Premi al Millor Guió del Festival de Cinema de Girona.[10]
- 1996 Dama de Porto Pim.[11] Llargmetratge. Guió, amb J.A. Salgot[12] i diversos autors.
- 1996 La noche. Llargmetratge. Guió, amb Jordi Cadena.
- 1997 Hondo. Llargmetratge. Guió, amb J.A. Salgot i Francisco Casavella.
- 1999 El visitante. Llargmetratge. Guió, amb J.A. Salgot i Fernando de Felipe.
- 1997-2000 BTV (Barcelona Televisió). Realitzador de programes.
- 2001-2003 Versión Española (La2 de TVE). Realitzador de programes.
- 2003-2005 Trailer (BTV). Director i realitzador. Menció Especial als Premis Ciutat de Barcelona.
- 2006 Proyecto C. Llargmetratge. Guió. Adaptació cinematogràfica d'un relat de Paul Auster, amb Ona Planas i Lydia Zimmermann.
- 2007 My way. Llargmetratge dirigit per J.A. Salgot. Productor associat. Seleccionat, entre d'altres, al Festival Iberoamericà de Huelva, Santa Barbara International Film Festival, New York Film Festival i London Spanish Film Festival.
- 2007 Pobres, pobres. Documental dirigit per Lulu Martorell i Albert Pla. Producció executiva. Premi al Millor Documental Nacional al Festival In-Edit 2007 i seleccionat per representar a Espanya a Recent Spanish Cinema 2008 (Filmoteca de Los Angeles).
- 2010 Barcelona era una festa (Underground. 1970-1983). Documental. Direcció i guió. Seleccionat, entre d'altres, en els festivals Cinespaña (Tolosa), Memorimages i In-Editt 2010.
- 2011 Terra d'Oportunitats.[13] Documental. Realització. Premi a la Projecció Internacional a Most Film Festival i Gran Premi del Jurat Eonovideo (Suïssa).
- 2012 Valors. Documental. Direcció i guió, amb Marc Serena.
- 2012 Rambla Catalunya 61. Documental. Direcció, guió i producció.
- 2014 Soy cámara (el programa del Cccb). Format televisiu. Direcció i guió, amb Julià Guillamon.
- 2014 Objetivo Salud.[14] Sèrie documental. Direcció i guió, amb Amanda Sans. Premi Manuel Castillo, de la Universitat de València, com a millor treball periodístic per la cooperació i el desenvolupament.
- 2015 La memoria de la Plaza. Documental. Documental. Direcció, guió i producció.
- 2016 A shared history. Direcció i producció.
- 2016 Barcelona, una descoberta literària. Documental. Direcció, producció i guió, amb Julià Guillamon.
- 2017 La ciudad ideal. Soy cámara (el programa del Cccb). Realització, guió i editatge.[15]
- 2018 Un día en La Ricarda. Curtmetratge. Direcció, guió i producció.
- 2019. La Cima de Coderch (un sueño incumplido). Curtmetratge. Direcció, guió i producció.
- 2020. Miró-Sert-Gomis. La luz en el taller del artista. Curtmetratge. Direcció, guió i producció.
- 2021. Bienvenidos a La Ricarda. Curtmetratge. Direcció, guió i producció.[16][17][18]
- 2021. BCN-BXL. Coderch-De Koninck. Más allá del tiempo. Curtmetratge. Direcció, guió i producció.[19]
- 2023. Sang i salsa (de tomàquet). Els fantasmes de Joan Perucho. Documental per a televisió. Codirecció i editatge.
- 2024. More than a museum. Documental. Direcció, guió i producció.

1. 1 2  «flux2015». [Consulta: 14 gener 2024].
2. ↑  Busquets, Gemma. «La ‘movida' dels 70 a Barcelona - 25 set 2010». [Consulta: 14 gener 2024].
3. ↑  «Sang i salsa (de tomàquet). Els fantasmes de Joan Perucho.», 08-11-2023. [Consulta: 14 gener 2024].
4. ↑  «Hemeroteca - La Vanguardia - Home». [Consulta: 14 gener 2024].
5. ↑  Barcelona, NÚRIA MARTORELL /. «Bocanadas de libertad» (en castellà), 28-10-2010. [Consulta: 14 gener 2024].
6. ↑  «Este mes, Morrosko Vila-San-Juan | Actividades» (en castellà). [Consulta: 14 gener 2024].
7. ↑  «Cultural activities of Instituto Cervantes» (en anglès). [Consulta: 14 gener 2024].
8. ↑  «Miró-Sert-Gomis. La luz en el taller del artista».
9. ↑  «El estudio que Sert hizo a medida para su amigo Miró en Mallorca, en vídeo y pintura» (en castellà), 27-11-2020. [Consulta: 14 gener 2024].
10. ↑  «35 Girona Film Festival – Festival de cine presencial dedicado al talento, especialmente al talento emergente.» (en castellà). [Consulta: 14 gener 2024].
11. ↑  «Dama de Porto Pim», 09-11-2001. [Consulta: 14 gener 2024].
12. ↑  «J.A. Salgot | Director, Writer, Actor» (en anglès americà). [Consulta: 14 gener 2024].
13. ↑  CCMA. «El documental - Terra d'oportunitats - 3Cat». [Consulta: 14 gener 2024].
14. ↑  «Objetivo Salud - ISGLOBAL», 05-10-2016. Arxivat de l'original el 2016-10-05. [Consulta: 14 gener 2024].
15. ↑  Daher (ISGlobal), Carolyn «Desengancharnos de nuestra adicción del siglo XX para recuperar nuestras ciudades» (en castellà). El País [Madrid], 28-03-2017. ISSN: 1134-6582.
16. ↑  Valbuena, Cristina Martín. «Oda a La Ricarda» (en espanyol europeu), 04-09-2021. [Consulta: 14 gener 2024].
17. ↑  Tur, Antoni Ribas. «La Ricarda: la història d’amor de dos artistes amb una icona de l'arquitectura mediterrània», 12-09-2021. [Consulta: 14 gener 2024].
18. ↑  «El tiempo detenido de La Ricarda» (en castellà), 14-09-2021. [Consulta: 14 gener 2024].
19. ↑  «BCN-BXL. Coderch-De Koninck. Más allá del tiempo por Bea Sarrias y Morrosko Vila-San-Juan | Sobre Arquitectura y más | Desde 1998» (en castellà). [Consulta: 14 gener 2024].